# La Pobla de Cérvoles
La Pobla de Cérvoles je obec ve španělském autonomním společenství Katalánsko, v provincii Lleida. Žije zde 205 obyvatel.

## Poloha
Obec leží u hranic provincie Lleida s provincií Tarragona. Sousední obce jsou: Cervià de les Garrigues, El Vilosell, Juncosa, L'Albi, Ulldemolins (Tarragona) a Vilanova de Prades (Tarragona).